# Marsknakke
Marsknakke (på tysk  Marschnack) er navnet på vaderne nordvest for hallig Langenæs-Nordmarsk i det nordfrisiske vadehav i det vestlige Sydslesvig. Mod syd går Marsknakken over i Svineryggen. I nord støder Marsknakkens vader mod tidevandsrenden Nørreå. På Nørreåens modsatte bred ud for øen Før ligger vaderne Nordmandsgrund med Goting Rev. Marsknakke og Svineryggen har en beskyttelsesfunktion for Langenæs.